# Gmina Haderslev (1970–2006)
Gmina Haderslev (duń. Haderslev Kommune, niem. Hadersleben) - istniejąca w latach 1970–2006 gmina w Danii w  okręgu południowej Jutlandii (Sønderjyllands Amt). 
Siedzibą władz gminy było miasto Haderslev. 
Gmina Haderslev została utworzona 1 kwietnia 1970 na mocy reformy podziału administracyjnego Danii. Po kolejnej reformie administracyjnej w roku 2007 weszła w skład nowej gminy Haderslev.

## Dane liczbowe
- Liczba ludności: (♀ 15 552 + ♂ 16 021) = 31 573
  - wiek 0-6: 7,9%
  - wiek 7-16: 13,0%
  - wiek 17-66: 64,3%
  - wiek 67+: 14,8%
- zagęszczenie ludności: 116,1 osób/km²
- bezrobocie: 6,2% osób w wieku 17-66 lat
- cudzoziemcy z UE, Skandynawii i USA: 144 na 10 000 osób
- cudzoziemcy z krajów Trzeciego Świata: 221 na 10 000 osób
- liczba szkół podstawowych: 14 (liczba klas: 181)